# Jackson Abacatu
Jackson Abacatu (Belo Horizonte, Minas Gerais, 24 de novembro de 1982) é artista visual, animador, cineasta e músico.
Formado em Cinema de Animação e Escultura na Escola de Belas Artes da Universidade Federal de Minas Gerais, já trabalhou com diversas técnicas de animação, passando pelo recorte, 2D tradicional, stop motion, areia, recorte digital e pintura em vidro. Seus filmes já foram exibidos em divesos países, como Argentina, Colômbia, Canadá, Itália, Portugal, Irlanda e Armênia. Ganhou diversos prêmios, especialmente em animação.

## Filmografia
- Balanço (2006)
- Essáuna (2006)
- Libertas (2009)
- Animajazz (2009)
- Musicaixa (2010)
- Tembîara (2011)
- Em Quadros (2011)
- De martelos e serrotes (2012)
- O Homem que pintava músicas (2013)[3]
- 3 temas para 60 janelas (2014)
- O extraordinário caso do Sr.A (2014)
- Fatia de mutação (2015)
- Matiz (2015)
- KETZ (2016)
- Contrastes – impressões de Israel (2018)[4]
- Pingo de respiro (2019)
- 100m (2020)[5]
- Controle de tráfego (2021)[6][7]

## Videoclipes
- Faísca de pó - Isabella Bretz (2021)[8][9]

## Pequenezas
No projeto "Pequenezas", em parceria com os artistas Isabella Bretz e Rodrigo Lana, Jackson Abacatu cria animações que fazem reflexões sobre a vida. As obras já foram selecionadas para diversos festivais, conquistando prêmios:
| Ano  | Festival                                                       | País      | Obra                | Resultado |
| ---- | -------------------------------------------------------------- | --------- | ------------------- | --------- |
| 2017 | Curta na UERJ                                                  | Brasil    | Fatia de Mutação    | Finalista |
| 2018 | 5 Festival brasileiro de Nanometragem                          | Brasil    | Fatia de Mutação    | Indicado  |
| 2018 | III Cine Paraíso                                               | Brasil    | Fatia de Mutação    | Indicado  |
| 2018 | One Minute Festival                                            | Irlanda   | Fatia de Mutação    | Finalista |
| 2019 | 6 Festival Brasileiro de Nanometragem                          | Brasil    | Centelha de Jornada | Indicado  |
| 2019 | IV Festival Internacional de Cineminutos de Córdoba            | Argentina | Fatia de Mutação    | Indicado  |
| 2019 | M Film Festival                                                | Portugal  | Fatia de Mutação    | Indicado  |
| 2019 | 27º Festival Internacional de Animação do Brasil - ANIMA MUNDI | Brasil    | Pingo de Respiro    | Indicado  |
| 2019 | Mostra Mosca                                                   | Brasil    | Pingo de Respiro    | Indicado  |
| 2019 | Mostra MUMIA                                                   | Brasil    | Pingo de Respiro    | Indicado  |
| 2019 | FIBABC - Festival Iberamericano de Cortometrajes               | Espanha   | Pingo de Respiro    | Finalista |
| 2019 | Bang Awards                                                    | Portugal  | Pingo de Respiro    | Indicado  |
| 2020 | 15º Encontro Nacional de Cinema e Vídeo dos Sertões            | Brasil    | Pingo de Respiro    | Vencedor  |

Dentro do mesmo projeto, o trio lançou em 2022 um livro de poesia ilustrado por Jackson Abacatu, que contou com o prefácio do escritor José Luís Peixoto. O livro acompanha um álbum com 16 minicanções.

## Discografia
- Trilhas sonoras de filmes quiméricos (2018)[25]
- Abstract Works (2019)

## Prêmios
- 7º PRÊMIO BDMG CULTURAL – FCS de estímulo ao curta-metragem de baixo orçamento 2021 (Controle de tráfego)[26]

- Premiados Melhores Minutos 2020 – Festival Minuto 2021 (100m)

- Melhor animação brasileira – Baixada animada – RJ – 2018 (Contrastes)

- Melhor montagem, roteiro e melhor filme do júri popular (animação) – 10. Encontro de Cinema e Vídeo dos Sertões - Floriano – PI – 2015 (O extraordinário caso do Sr.A) - 2015[27]

- Menção  – 10.Festival de Cine latinoamericano de La Plata, FESAALP – 015

- Melhor videoclipe – Curta-se 15 Festival Iberoamericano de cinema de Sergipe[28] 2015

- Melhor vídeo Festival 15 segundos – 2014

- Melhor trilha sonora (animação) – 7º Encontro de Cinema e Vídeo dos Sertões[29] (Floriano –PI) - 2012

- Melhor animação – 1o Maranime – (São Luis/MA) – 2011 (Libertas)

- Melhor vídeo no Festival do Minuto - tema livre – julho 2011 (Em quadros)

- Menção Honrosa – 38o Jornada Internacional de Cinema da Bahia (Tembîara)

- Melhor animação – Categoria video - 33º Festival Guarnicê de Cinema[30] (São Luis/MA) – 2010 (Libertas)

- Melhor animação – Júri - 8ª Mostra Minas (Belo Horizonte/MG) - 2010 (Musicaixa)